# 大西洋沿岸热带雨林保护区
大西洋沿岸热带雨林保护区（葡萄牙語：Reservas de Mata Atlântica da Costa do Descobrimento）是一片热带雨林，位于巴西大西洋沿岸，是大西洋沿岸森林的一部分。1999年，联合国教科文组织将其列入世界遗产名录，登录时将巴伊亚州和圣埃斯皮里图州境内8个相对独立的热带雨林列入。

## 地理
来自大西洋南部海洋上的反气旋给保护区带来温暖湿润的风（信风），这也是这一地区形成热带雨林的原因。实际上在巴西东北部地区，南半球正直冬季的5月到8月的降水量比其他月份还要多，降水最少的是8月、9月和1月、2月。保护区内气候潮湿，全年空气相对湿度约为80％，年平均降水量在1,500-1,750mm左右。旱季时来自内陆的影响更为明显，年平均气温为22-24℃。
当地的最高峰为帕斯库亚尔山顶，海拔536米。保护区面积111,930 ha，周边设缓冲区。

## 生物
大西洋沿岸热带雨林保护区内包含大量的珍贵物种，包括獅面狨屬和絨毛蛛猴屬等，但目前还没有具体数据。这里的物种在殖民时代被大量杀害，主要原因是开垦更多种植甘蔗的土地和扩建城市。据估计，剩下的动植物不到原有数量的10%，主要分布在岛屿的山顶。爬行类和两栖类动物的多样性显得较为突出，例如维拉克鲁斯研究站已经收集了60种爬行动物和40种两栖动物。由于捕获到了4个不同类型的蝙蝠，因此判定保护区内有丰富的鼠类动物。
纽约植物园的研究称，保护区巴伊亚州沿海地区的雨林每公顷有458种不同的树。另外一个研究机构称圣埃斯皮里图州北部的雨林内每公顷有458种不同的树。

## 世界遗产

### 范围
1991年，联合国教科文组织将巴伊亚州南部森林的部分区域列入世界生物圈保护计划。1999年，巴伊亚州和圣埃斯皮里图州境内8个相对独立的热带雨林列入世界遗产，被划定为自然遗产的面积共111,930 ha，周边设有缓冲区，没有列入世界遗产。 
核心地区（括号内为在联合国环境署登录的名称）：
- IUCN分类Ia
  - 乌纳生物保护区（Una Biological Reserve）
  - CEPLAC保罗巴西试验站（Pau Brasil CEPLAC Experimental Station）
  - 索塔摩生物保护区（Sooretama Biological Reserve）
  - 韦拉克鲁斯站私有自然遗产保护区（Veracruz Station Private Natural Heritage Reserve）
  - 林哈里斯森林保护区（Linhares Forest Reserve）

- IUCN分类II
  - 蒙帕斯库亚尔曼国家公园（Monte Pascoal National Park）
  - 保罗·巴西国家公园（Pau Brasil National Park）
  - 发现国家公园（Descobrimento National Park）

缓冲区：
在上述地区周边设立，但并没有确定面积。

### 登录基准
该世界遗产被认为满足世界遺產登錄基準中的以下基準而予以登錄：
- （ix）在陆上、淡水、沿海及海洋生态系统及动植物群的演化与发展上，代表持续进行中的生态学及生物学过程的显著例子。
- （x）拥有最重要及显著的多元性生物自然生态栖息地，包含从保育或科学的角度来看，符合普世价值的濒临绝种动物种。

## 旅游
保护区内主要景点有海滩和峭壁、近海珊瑚礁、历史古迹、考古遗址和蒙特·帕斯库亚尔曼国家公园。游客大多来自巴西本土，此外有少量阿根廷人。